# Laubenheim (Magonza)
Laubenheim è un quartiere della città tedesca di Magonza.